# Перім

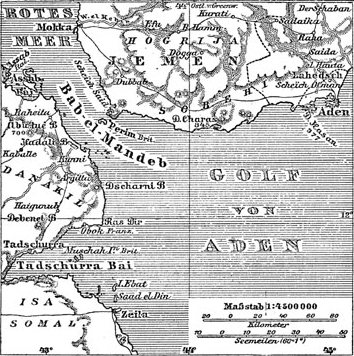
Історична карта, 1888 рік.

Перім (араб. بريم —Барім) — острів вулканічного походження в Баб-ель-Мандебській протоці. Острів належить до мухафази Таїз в Ємені. Площа — 13 км². Координати: 12°39′ пн. ш. 43°24′ сх. д. / 12.650° пн. ш. 43.400° сх. д..

## Населення
Відсутність прісної води на острові перешкоджає існуванню на ньому постійного поселення.

## Історія
- Португальський архітектор і адмірал Афонсу д'Албукерки висадився на острові Перім в 1513 році, але не залишився там протистояти Отоманській імперії, військово-морська база якої була в Суеці (На півночі Червоного моря).

- Острів Перім був окупований французами в 1728 році і став володінням Франції до кінця XVIII століття.

- Острів був окупований англійською Ост-Індійською компанією в 1799 році для підготовки до вторгнення в Єгипет.

- Острів був повторно окупований Великою Британією і підпорядкований до Адену (Аденського поселення) в 1857 році.

- Заявлена причина окупації, однак, була гострою необхідністю звести маяк біля входу у свідомо небезпечний Баб-ель-Мандеб і, дійсно після довгих сперечань про місцезнаходження та інших факторів, маяк висотою 11-метрів був побудований, нарешті, і відкритий 1 квітня 1861 року. Цей важливий вогонь світла не в тому, щоб запобігти зрадницькі води навколо Періма продовжувати вимагати більше, ніж їх справедлива частка кораблекрахів в Червоному морі.[2][3]

- У 1881 році повний аутсайдер Хінтон Сполдінг з Лондона отримав дозвіл, щоб заснувати вугільну станцію на острові Перім, чия велика і глибока внутрішня гавань мала можливість приймати судна будь-якого проекту того часу. За підтримки ряду великих судновласників, в тому числі таких, які гучно скаржилися на зростання перешкоди з вугільям в Адені, він відкрив Perim Coal Company (РСС) і 29 серпня 1883 року перший пароплав був заправлен вугіллям в Перім Харбор (в гавані Перім). Це ознаменувало початок боротьби між Аденом і Перімом за вугільний бізнес в Червоному морі, який повинен був вестися з перемінним успіхом і ворожнечією між двома портами до середини 1930-х років.[4]

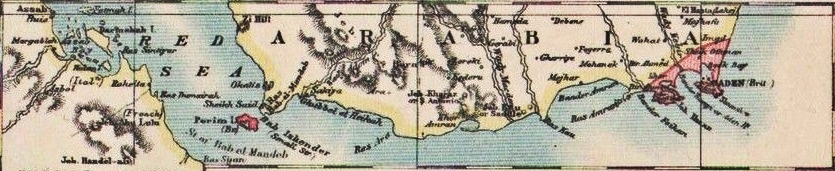
Перім та Аден на карті 1899 року (пофарбовані у рожевий колір).

- У 1912 році маяк на острові був перебудований до висоти близько 24 метрів.[5]

- У 1916 році турецькі війська спробували захопити острів, але були відбиті.

- Острів увійшов у створену в 1937 році Аденську колонію

- З 1967 року острів у складі Південного Ємену, після об'єднання країни — володіння держави Ємен.

## Проект моста Ємен-Джибуті
Пропонований міст під назвою Міст Горнс (англ. Bridge of the Horns), що з'єднує Ємен і Джибуті через острів Перім, був анонсований в 2008 році дубайським підприємством «Al Noor Holding Investments». Цей міст, завдовжки близько 28,5 км, буде одним з найдовших мостів у світі.